# ألبرت هانتينغتون
ألبرت هانتينغتون هو سياسي أمريكي، ولد في 26 ديسمبر 1754 في نورويتش في الولايات المتحدة، وتوفي بنفس المكان في 17 يونيو 1834. نشط حزبياً في الحزب الفيدرالي الأمريكي. وقد انتخب عضو مجلس النواب الأمريكي ‏.